# فرخزاد جهانگیری
فرخ‌زاد جهانگیری (زاده ۱۳۲۹ تهران – درگذشته ۲۷ تیر ۱۳۵۹ زندان اوین تهران) سرگرد خلبان و از افراد مرتبط با کودتای نوژه بود. او و سروان خلبان حمید نعمتی با توجه به پدافند هوایی و شیب کوه جماران، داوطلب شده بودند تا در یک حمله انتحاری، جنگنده‌ها‌شان را به حسینیه جماران بکوبند. او در ۲۷ تیرماه سال ۱۳۵۹ در جلسه دادگاه به اعدام محکوم شد.

## زندگی‌نامه
فرخزاد جهانگیری دارای یک فرزند بود و از دانشکده نیروهای هوایی فارغ‌التحصیل شد. در سال ۱۳۴۷ به پاکستان اعزام شد. وی خلبان هواپیماهای اف-۴ و اف-۴ شناسایی و یکی از افراد مرتبط در کودتای نوژه بود. در تاریخ ۱۶ تیر ۱۳۵۹، مقامات نظام جمهوری اسلامی ایران اعلام کردند که یک شبکه متشکل از افراد نظامی و غیرنظامی که قصد براندازی جمهوری اسلامی از طریق کودتا را داشته کشف و خنثی شده‌است. متعاقباً، بیش از ۶۰ نفر نظامی و غیرنظامی در شهرهای مختلف ایران ظرف مدت یک ماه به جوخه‌های اعدام سپرده شدند. اکثر نظامیان این گروه، هنوز مشمول پاکسازی ارتش پس از سقوط نظام شاهنشاهی نشده و در ارتش مشغول خدمت بودند. دو ماه بعد، به دروغ سازمان نقاب طی اطلاعیه‌ای مسئولیت اقدام به «قیام» را پذیرفت.
تخصص وی خلبانی هواپیمای اف-۴ بود که بعدها به گردان شناسایی آراف-۴ اعزام شد. 
نورالدین کیانوری، رهبر حزب توده، در مقاله‌ای یادآوری کرد که کودتای نوژه توسط سازمان نظامی آن حزب، که با مقامات جمهوری اسلامی همکاری می‌کرد، کشف و «خنثی» شد.

## نیروی هوایی ارتش
جهانگیری پس از اخذ دیپلم در سال ۱۳۴۷ وارد نیروی هوایی شاهنشاهی ایران شد و مشغول به خدمت در رسنه خلبانی شد و به پاکستان اعزام شد و پروازهای آموزشی و دوره‌های خود را با هواپیماهای تی-۳۳ و تی-۳۷ و سپس اف-۸۶ سیبر گذراند. او سپس در سال ۱۳۵۰ به علت مهارت بالای پروازی به دورهٔ خلبانی با هواپیمای اف-۴ فانتوم که هواپیمای روز آن دوره بود انتخاب شد.

## دادگاه
محاکمهٔ جهانگیری در دادگاه انقلاب اسلامی ارتش که در محل زندان اوین تشکیل شده بود از ساعت ۹ صبح تا ۴ و نیم بعد از ظهر به طول انجامید. با پایان گرفتن جلسه دادرسی، دادگاه به مدت یک ساعت وارد شور شد. او مسئول بمباران بیت امام خمینی در جماران بود.

## اتهامات

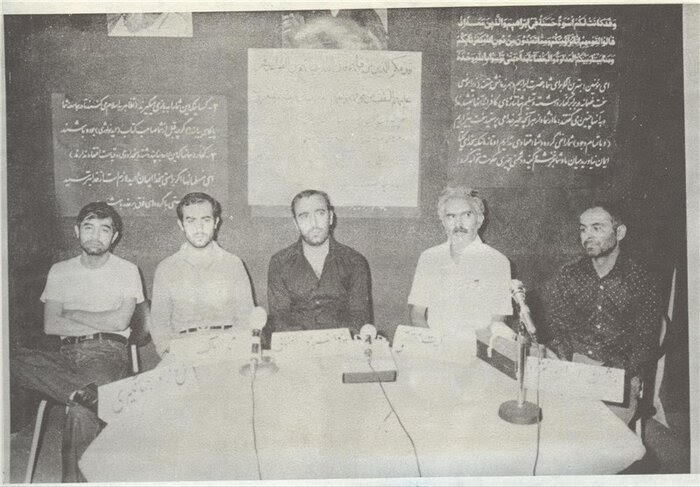
گروهی از متهمان کودتای نوژه در دادگاه. از راست به چپ: بیژن ایران‌نژاد، سرتیپ آیت محققی، یوسف پوررضایی، محمد ملک، فرخ‌زاد جهانگیری

بر اساس کیفرخواست صادره از طرف دادستانی، سرگرد جهانگیری و دیگر متهمان، به‌طور دسته‌جمعی به «طراحی و شرکت در کودتای نافرجام پنجشنبه شب مورخ ۱۸ تیرماه ۱۳۵۹ علیه جمهوری اسلامی ایران» و با عنوان «بغی بر حکومت اسلامی» متهم شدند.
در قسمت «خلاصه جریان پرونده» این کیفرخواست آمده‌است:
این وابستگان رژیم پلید و نظام پوسیده و ارتجاعی شاهی و امپریالیسم خونخوار و جهانخوار آمریکا و دست نشاندگان آن {تصمیم داشتند} برای این از بند رسته «سوسیال دموکراسی آمریکایی» را به ارمغان بیاورند و بعد از دو سال اختناق مطلق و حکومت نظامی، سلطنت را به رفراندوم بگذارند. آن داستان غم‌انگیز که بر ما گذشت و سپس مجدداً نظر ملت قهرمان ایران را جویا شدن. به راستی که به فرموده چهارمین اماممان حضرت امام زین‌العابدین (ع) سپاس خداوند را که دشمنان ما را از بین احمق‌ها برگزیده است.

## مدارک و شواهد
کیفرخواست دادستان موارد زیر را به عنوان دلایل اتهام ذکر کرد:
- سبق تصمیم و طراحی توطئه کودتا به منظور واژگون نمودن حکومت جمهوری اسلامی
- آماده نمودن ۳۵ الی۵۰ فروند هواپیما جهت اجرای عملیات و بمباران نمودن مناطق مختلف و پرجمعیت شهرها
- بازگرداندن محمدرضا شاه پهلوی، در صورت پیروزی طرح
- آماده نمودن اعلامیه‌های چاپی جهت پخش بر روی شهرها در صورت پیروزی طرح توطئه و تهدید به سرکوب نمودن هر گونه مقاومت مردم؛
- طرح تصرف مراکز عامل نظامی و فرودگاه مهر آباد و رادیو تلویزیون
- گزارش‌های ضمیمهٔ پرونده از جانب سپاه پاسداران انقلاب اسلامی
- اظهارات هر یک از متهمین در رابطه با متهمین دیگر
- وجود قرائن و شواهد و امارات موجود در پرونده[۴]

## حکم
کیفرخواست دادستان به این صورت خاتمه یافت:
توضیح لازم این‌که این توطئه، یک واقعهٔ مجرد نیست که از آن بتوان در سطور یک کیفرخواست سخن گفت و این توطئه‌گران را نمی‌توان متهمین عادی تلقی کرد، اینان مجرمینی هستند که حقیقت و شرافت و عزت بازیافتهٔ یک امت از بند رسته را به مسخره گرفته‌اند. با توجه به مراتب فوق و با امعان نظر به آیات کریمه قرآن در مورد مجازات یاغی بر حکومت اسلامی صدور حکم شرعی مورد استدعاست.
سرگرد جهانگیری به اعدام محکوم شد و قرار بود رأی صادره نیمه‌شب، در فاصله چند ساعت پس از صدور، در همان مکان محاکمه به اجرا درآید، اما به دلیل درگیری لفظی پیش آمده بین او و قاضی دادگاه ری‌شهری به ضرب گلوله با اسلحهٔ کمری ری‌شهری به دهان او درگذشت.

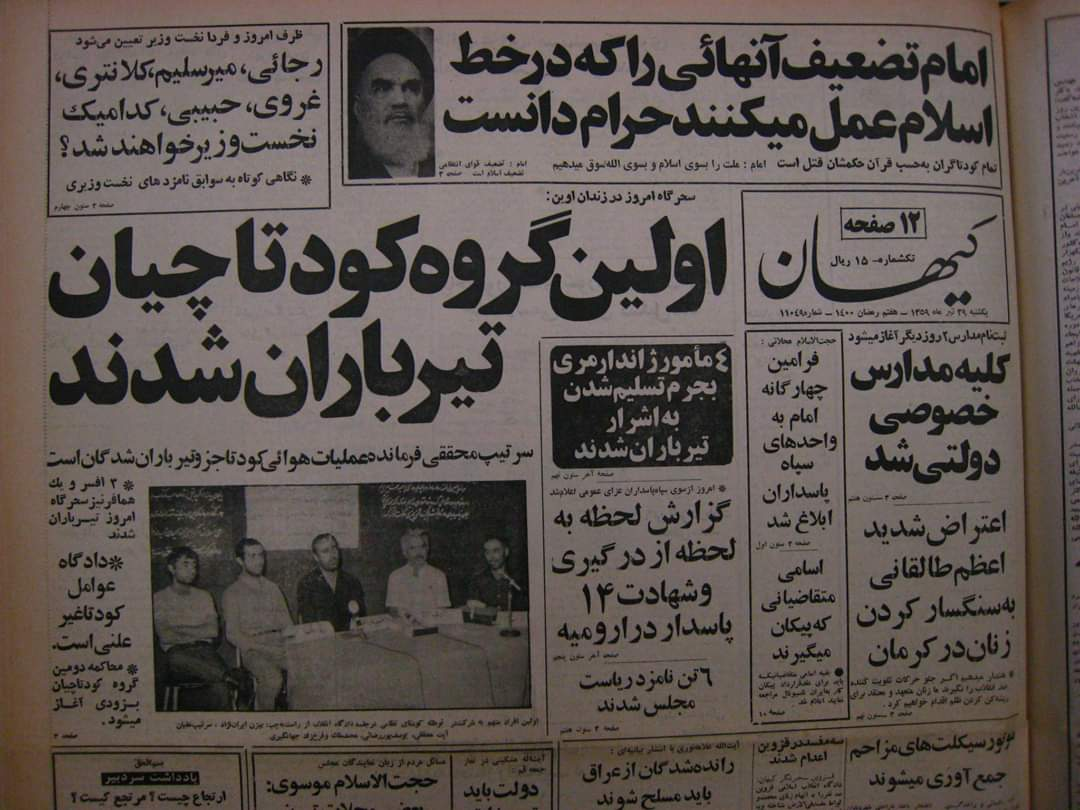
خبر اعدام سرتیپ خلبان آیت محققی و فرخ زاد جهانگیری و چهار تن دیگر در روزنامه‌های انقلاب اسلامی و جمهوری اسلامی مورخ ۲۹ تیر ۱۳۵۹ به چاپ رسید.